# Zalesie (powiat chojnicki)
Zalesie (kaszub. Zôles, niem. Zalesie, dawniej Dombrowo Zalessia, ok. 1400 r. Ducze Damerow) – wieś kaszubska w Polsce położona w województwie pomorskim, w powiecie chojnickim, w gminie Brusy przy drodze wojewódzkiej nr 235.
Wieś królewska położona była w II połowie XVI wieku w powiecie tucholskim województwa pomorskiego. W latach 1975–1998 miejscowość należała administracyjnie do województwa bydgoskiego.
Według danych z 2011 roku miejscowość zamieszkiwało 771 osób. Wg danych na 31.12.2019 liczba mieszkańców wynosiła 663 osoby.